# Xian de Hanyin
Le xian de Hanyin (汉阴县 ; pinyin : Hànyīn Xiàn) est un district administratif de la province du Shaanxi en Chine. Il est placé sous la juridiction de la ville-préfecture d'Ankang.

## Démographie
La population du district était de 285 005 habitants en 1999.